# Tarsovelia
Tarsovelia is een geslacht van wantsen uit de familie beeklopers (Veliidae). Het geslacht werd voor het eerst wetenschappelijk beschreven door Polhemus & Polhemus in 1994.

## Soorten
Het genus bevat de volgende soorten:

- Tarsovelia alta J. Polhemus & D. Polhemus, 1994
- Tarsovelia arfak J. Polhemus & D. Polhemus, 1994
- Tarsovelia bosavi D. Polhemus & J. Polhemus, 2000
- Tarsovelia dani J. Polhemus & D. Polhemus, 1994
- Tarsovelia kikori J. Polhemus & D. Polhemus, 2000
- Tarsovelia louisiadensis Polhemus & Polhemus, 1994
- Tarsovelia rajana D. Polhemus & J. Polhemus, 2000
- Tarsovelia reclusa D. Polhemus & J. Polhemus, 2000
- Tarsovelia ziwa D. Polhemus & J. Polhemus, 2000